# Aardkorst

Doorsnede van de Aarde, de aardkorst (1 continentale korst en 2 oceanische korst) vormt het dunne bovenste laagje

De aardkorst is de buitenste laag van de vaste Aarde, die bestaat uit gesteenten met een relatief lage dichtheid en rijk in silica (SiO2). De korst vormt het bovenste deel van de lithosfeer, het brosse buitenste gedeelte van de Aarde. De gemiddelde samenstelling van de korst varieert sterk. Ze is afhankelijk van de locatie vergelijkbaar met gesteenten zoals granodioriet, gabbro en basalt. Naast zulk stollingsgesteente bestaat de korst ook uit sedimenten. Op de meeste plekken liggen sedimenten aan het oppervlak, maar ze vormen qua volume maar een klein deel van de korst. 
De bovengrens van de korst is het aardoppervlak. De grens tussen de korst en de mantel is de Mohorovičić-discontinuïteit (Moho). De diepte van de Moho wordt niet met boringen gemeten, maar met seismologie, waarbij de voortplantingssnelheid van seismische golven door het gesteente wordt bepaald. Dit is een overgang naar de mantel, die een heel andere samenstelling heeft. In de aardkorst wordt soms op variabele diepte nog een andere seismische discontinuïteit gevonden, de Conraddiscontinuïteit. Deze discontinuïteit verdeelt de korst in een bovenkorst en een onderkorst. Hoewel deze overgang in tegenstelling tot de Moho geen duidelijk verschil in chemische samenstelling betreft, bestaat de onderkorst over het algemeen uit minder gehydrateerde en mafischere gesteenten dan de bovenkorst.

## Eigenschappen van de aardkorst

### Samenstelling
| Oxide  | Massa%  |
| ------ | ------- |
| SiO2   | 59,71 % |
| Al2O3  | 15,41 % |
| CaO    | 4,90 %  |
| MgO    | 4,36 %  |
| Na2O   | 3,55 %  |
| FeO    | 3,52 %  |
| K2O    | 2,80 %  |
| Fe2O3  | 2,63 %  |
| H2O    | 1,52 %  |
| TiO2   | 0,60 %  |
| P2O5   | 0,22 %  |
| totaal | 99,22 % |

| Element   | Massa% |
| --------- | ------ |
| Zuurstof  | 46,6 % |
| Silicium  | 27,7 % |
| Aluminium | 8,1 %  |
| IJzer     | 4,7 %  |
| Calcium   | 3,6 %  |
| Natrium   | 2,8 %  |
| Kalium    | 2,6 %  |
| Magnesium | 2,1 %  |
| Titanium  | 0,4 %  |
| Waterstof | 0,1 %  |
| Fosfor    | 0,1 %  |
| totaal    | 98,8 % |

De korst is verschillend van de aardmantel omdat hij over het algemeen een lagere dichtheid heeft. Het is gebruikelijk de samenstelling uit te drukken in gewichtspercentages van de oxiden van de elementen.
De korst is vergeleken met de mantel verrijkt in lithofiele elementen, dit zijn vooral de alkali's en aardalkali's plus aluminium en silicium. Vergeleken met andere delen van de Aarde bevat de korst veel meer zeldzame aarden. Dit zorgt ervoor dat in de korst relatief veel warmte geproduceerd wordt door radioactief verval.

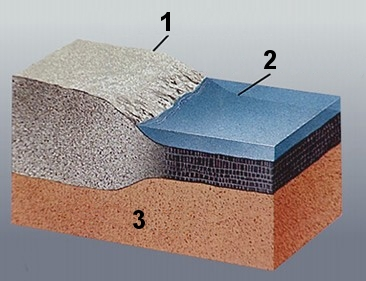
Een schematische weergave van de overgang tussen continentale (1) en oceanische (2) korst in één tektonische plaat. De veel dunnere oceanische korst ligt dieper in de onderliggende mantel (3), waardoor de oceaanbodem lager ligt dan de continenten

Meer dan 47% van de aardkorst bestaat uit het element zuurstof, in een chemische verbinding met andere elementen, zodat de meeste elementen in de vorm van oxiden voorkomen. Uitzonderingen zijn chloor, zwavel en fluor, elementen die in gesteente meestal minder dan 1% van de massa uitmaken. De chemische samenstelling van de Aarde wordt daarom normaal gesproken in oxiden uitgedrukt. Een belangrijke oxide is silica (SiO2), dat als een zuur functioneert en silicaten vormt. De meeste gesteentevormende mineralen zijn silicaten. Ongeveer 99,22% van de gesteenten die de aardkorst vormen, zijn opgebouwd uit elf oxiden. Andere chemische verbindingen komen slechts in heel kleine hoeveelheden voor.

### Oceanische en continentale korst
Grofweg kunnen twee typen korst herkend worden. Het type korst dat zich onder de oceanen bevindt, is oceanische korst. Het bestaat voornamelijk uit mafische stollingsgesteenten, aan het oppervlak basalt, dieper in de korst dioriet en uiteindelijk gabbro. Meestal ligt er over deze stollingsgesteenten een laag diep marien sediment. Oceanische korst heeft een dichtheid die meestal rond de 3100 kg/m3 ligt en een dikte van rond de 8–10 km.
Onder de continenten en continentale platforms ligt continentale korst. Dit type korst bestaat uit felsische en intermediaire stollingsgesteenten en metamorfe en sedimentaire gesteenten. Gemiddeld heeft continentale korst de samenstelling van andesiet. Het heeft een dichtheid van rond de 2800 kg/m3 (aanzienlijk kleiner dan oceanische korst) en een dikte die van 30–40 km normaal tot wel 80 km bij gebergtes kan variëren.
Hoewel het grootste deel van de aardkorst uit een van beide eindtypen bestaat, bestaat ook intermediaire korst, die van samenstelling tussen de twee typen in zit.

### Gesteenten
Er zijn drie hoofdtypen gesteenten waar de korst uit is opgebouwd: sedimentaire gesteenten (ontstaan door accumulatie van producten van erosie en verwering), stollingsgesteenten (ontstaan uit vloeibaar magma) en metamorfe gesteenten (ontstaan door chemische reacties en deformatie van ander gesteente). Sedimentaire gesteenten vormen (samen met sedimenten) de bovenste laag van de korst. Soms kan die laag meer dan 5 km diep zijn, maar op de meeste plaatsen varieert dit tussen de 0 en een paar kilometer. Stollingsgesteenten vormen het grootste deel van de oceanische korst. Ook continentale korst is opgebouwd uit verschillende generaties stollingsgesteente. Op dieptes groter dan 2-4 kilometer zijn vrijwel alle gesteenten duidelijk licht metamorf. De metamorfe graad neemt toe bij hogere dieptes. Uiteindelijk kan de metamorfose zo hoog worden, dat van oorspronkelijk sedimentaire of vulkanische structuren niets meer te zien is.
De aardkorst bestaat voor ongeveer 95% uit stollingsgesteentes en voor 5% uit afzettingsgesteente

## Processen
De beweging van de korst wordt onderzocht door het vakgebied van de tektoniek. Bewegingen worden veroorzaakt door mechanische spanningen, die weer veroorzaakt worden door thermische of gravitationele anomalieën. De tektoniek onderscheidt verschillende spanningssituaties of spanningsregimes en de daarbij horende vormen van deformatie die in de korst plaatsvinden.

### Isostasie
De asthenosfeer, waar de lithosfeer bovenop ligt, deformeert plastisch en kan daarom op de lange tijdsschalen van de geologie als een vloeistof beschouwd worden, waar de lithosfeer op drijft. Dit betekent dat de hoogteligging van de korst een isostatisch evenwicht is. Onder gebergtes reikt de korst diep de mantel in (een zogenaamde gebergtewortel), terwijl op plaatsen waar de korst dun is, de Moho juist minder diep ligt. Het verschil in dichtheid tussen oceanische en continentale korst betekent ook dat oceanische korst dieper in de mantel "drijft" dan continentale. Dit verklaart de diepte van de oceanen.
Als denudatie heeft plaatsgevonden zal de korst als isostatische compensatie omhoog bewegen.

De aardkorst verdeeld in tektonische platen

### Platentektoniek
Bewegingen in de lithosfeer worden voor het grootste gedeelte veroorzaakt door krachten die platen naar beneden trekken bij subductie (slab-pull) en door duwkracht vanaf de mid-oceanische ruggen (ridge push). Een gevolg daarvan is convectie in de asthenosfeer. Op plekken waar heet mantelmateriaal omhoog beweegt, kan de korst uit elkaar bewegen. Bij deze oceanische spreiding zal eerst korstverdunning plaatsvindt zodat de asthenosfeer nog verder omhoog kan komen. Uiteindelijk vindt in de asthenosfeer door het afnemen van de druk partieel smelten plaats, waarbij uit het ultramafische mantelmateriaal basaltisch magma ontstaat, dat naar het oppervlak stijgt en daar stolt als nieuwe oceanische korst.
De uit elkaar bewegende stukken korst zijn tektonische platen. Hoewel de nieuw aangroeiende korst (bijna) altijd oceanisch is van samenstelling, kan continentale korst in dezelfde plaat aanwezig zijn.
Door oceanische spreiding wordt nieuwe korst gevormd. Omdat de Aarde niet toeneemt in volume of oppervlak, zal daarom elders ook korst moeten worden vernietigd. Dit gebeurt door subductie, een proces waarbij de korst onder zichzelf schuift langs een subductiezone. Vrijwel altijd is het (zwaardere) oceanische korst die subduceert. Als er echter een stuk continentale korst aan de subducerende oceanische korst vastzit (tot dezelfde plaat behoort) zal dit door zijn lage dichtheid niet subduceren, waardoor collisie tussen twee continenten plaatsvindt. Dit heeft gebergtevorming, een proces van korstverdikking, tot gevolg.

### Tektoniek
De platentektoniek zorgt ervoor dat aan de randen van tektonische platen (plaatgrenzen) sterke deformatie optreedt in de korst. De korst kan echter ook binnenin een tektonische plaat deformeren. Dit kan het gevolg zijn van spanningen die door bewegingen aan de rand van de plaat veroorzaakt worden, of door beweging van magma in de onderliggende mantel. Door het verschil in spanningssituatie kunnen verschillende spanningsregimes optreden, met elk zijn eigen soorten geologische verschijnselen.
Bij een extensieregime vindt korstextensie (een horizontale vervorming) plaats. Dit leidt tot korstverdunning (een verticale vervorming). Als gevolg van het isostatisch evenwicht met de mantel zal de korst op de plek van het extensieregime dalen. Hierbij worden slenken en bekkens gevormd. Kenmerkende structuren zijn afschuivingen.
Bij een compressieregime vindt korstverdikking of verdubbeling plaats. Door het isostatisch evenwicht van de korst met de mantel zal de korst omhoog komen, waardoor gebergtevorming optreedt. Kenmerkende structuren zijn hierbij overschuivingen en plooien.

### Vulkanisme
Grootschalig vulkanisme vindt alleen plaats in de lithosfeer. In de diepere delen van de Aarde is de druk te hoog om grote hoeveelheden vloeibaar gesteente te produceren. Komt het hete mantelmateriaal omhoog, dan zal het echter partieel gaan smelten. Hierbij wordt mafische magma gevormd.
Felsische magma ontstaat als continentale korst onder grote druk en temperatuur komt (de zogenaamde granuliet-facies). Dit gebeurt bijvoorbeeld in gebergtewortels. In veel gebergten zijn daarom granietintrusies te vinden, die uit de diepere delen van de korst zijn opgestegen.
Komt deze magma aan het oppervlak dan vindt vulkanisme plaats, waarbij vloeibaar gesteente over het oppervlak stroomt. Deze lavastromen stollen en kunnen worden overdekt met sediment of een nieuwe lava.

## Gaten in de aardkorst
De Aarde wordt op vrijwel elk punt door de aardkorst bedekt, maar er zijn uitzonderingen waar de mantel aan het oppervlak komt. Eén zo'n gebied van naar schatting enkele duizenden vierkante kilometers ligt in de Atlantische Oceaan, waar de aardkorst heel dun is of geheel ontbreekt, zodat de aardmantel daar de zeebodem vormt. Dit gebied is de Fifteen-Twenty Fracture Zone en ligt op de Midden-Atlantische Rug tussen de Caraïben en Kaapverdië. Het Britse onderzoeksschip RRS James Cook onderzocht de aardmantel in dit gebied tussen 5 maart en 17 april 2007. Andere gebieden waar de mantel aan het oppervlak komt zijn bijvoorbeeld bij Ronda in Zuid-Spanje en in het noorden van Oman.